# Calçado
Calçado là một đô thị thuộc bang Pernambuco, Brasil. Đô thị này có diện tích 114 km², dân số năm 2007 là 11854 người, mật độ 103,98 người/km².